# Einteilungswerk
Als Einteilungswerk (schwed. indelningsverket) bezeichnet man eine historische Struktur der schwedischen Armee, vor allem in den Jahren von 1682 bis 1901.

## Vorläufer
Im Jahre 1544 beschloss der schwedische Reichstag (Ständereichstag) die jährliche Aushebung einer bestimmten Anzahl von wehrfähigen Männern. Jeweils ein geeigneter Mann aus einer Gruppe von fünf oder sechs Männern sollte bei Kriegsgefahr zum Militärdienst gestellt werden. Unter der Regierung König Eriks XIV. wurde dieses System dahingehend geändert, dass von je zehn Männern im Alter von 15 bis 44 Jahren einer als Soldat eingezogen wurde. Diese Männer dienten ausschließlich in der Infanterie, die sich aus Regimentern mit je 12 Fähnlein zu jeweils 500 Soldaten zusammensetzte. Durch ihren Dienst konnten die ausgehobenen Männer in den Adelsstand erhoben werden. Die Kavallerie wurde vom Adel gestellt, der im Gegenzug eine Steuerbefreiung genoss. Zum Unterhalten der auf diese Weise aufgestellten Truppen mussten die Untertanen jährliche Naturalabgaben leisten. Diese einheimischen Truppen erwiesen sich als kostengünstiger als geworbene Söldner, doch unter König Karl IX. musste vermehrt auch auf Soldtruppen zurückgegriffen werden.

## Das ältere Einteilungswerk

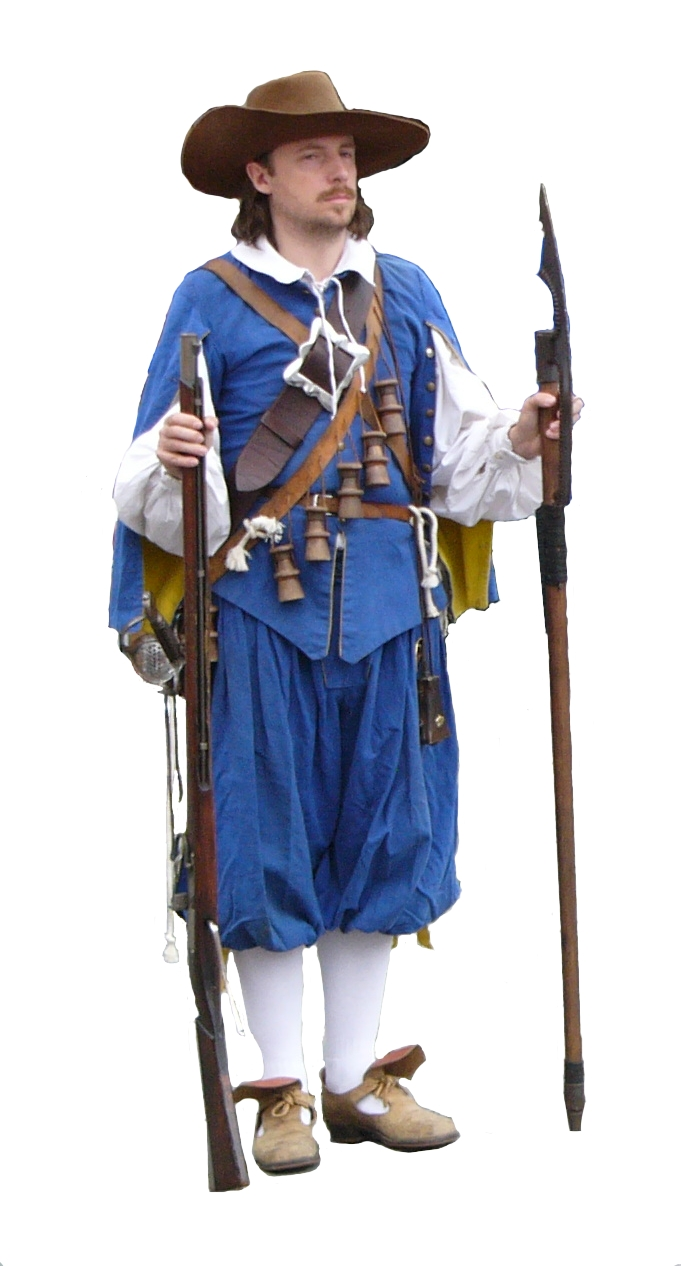
Schwedischer Soldat des Altblau Regiments (1624–1650)

Diese Vorläufer des „älteren Einteilungswerkes“ (äldre indelningsverket) wurden erst unter der Regierung Gustav II. Adolf effektiv ausgebaut. Dieser reorganisierte das Aushebungssystem im Jahre 1623, indem er das Königreich, inklusive Karelien und Finnland, in neun Aushebungsbezirke einteilte, in denen sich jeweils ein Infanterieregiment von 3.600 Mann rekrutieren sollte. Jedes Regiment unterteilte sich in der Praxis in drei leichte Feldregimenter mit jeweils acht Kompanien zu je 150 Soldaten. Hinzu trat ein weiteres Hofregiment, was Schweden eine ständige Fußtruppe von 36.000 Soldaten verschaffte.
In der Praxis bewilligte der Reichstag eine „Ausschreibung“, woraufhin Kommissare und Statthalter mit der Durchführung beauftragt wurden. Die Geistlichen einer jeden Gemeinde spielten bei den Ausschreibungen eine wichtige Rolle, da sie Listen über die männlichen Mitglieder ihrer Gemeinden führen mussten. Obwohl sie sich dagegen wehrten, mussten sie dieser Pflicht bis 1650 nachkommen, als königliche Kommissäre diese Aufgabe übernahmen. Auch die lokalen kommunalen Verwaltungen waren involviert, um den Ablauf der Ausschreibung zu organisieren. Die männliche Bevölkerung im Alter von 15 bis 60 Jahren wurde auf dem Marktplatz versammelt und in Aushebungseinheiten (rote) von meistens zehn Personen eingeteilt. Aus diesen roten wählte der Kommissar einen als Soldaten aus. Dabei konnte die kommunalen Gremien dahingehend auf die Wahl einwirken, als sie bestimmen konnten, wer von vornherein für unabkömmlich gehalten und gar nicht erst in die roten eingereiht wurde. Meistens handelte es sich bei den ausgehobenen Soldaten um Bauernsöhne oder Knechte, da es im ökonomischen Interesse der Krone lag, die steuerstarken Bauern zu schonen.
Dieses System hatte gelegentliche Bauernrevolten zur Folge, doch als von größerer Tragweite erwies sich die wirtschaftliche Belastung der bäuerlichen Bevölkerung, da mangels Arbeitskräften viele Höfe verödeten. Deshalb ging die schwedische Krone nach Möglichkeit dazu über, Soldtruppen anzuwerben, die allerdings erheblich teurer in ihrer Unterhaltung waren. So bestand das schwedische Heer im Jahre 1630 zu 70 % aus ausgehobenen Truppen, während es 1631 nur noch 20,2 % und 1632 nur noch 18 % waren.

## Das jüngere Einteilungswerk

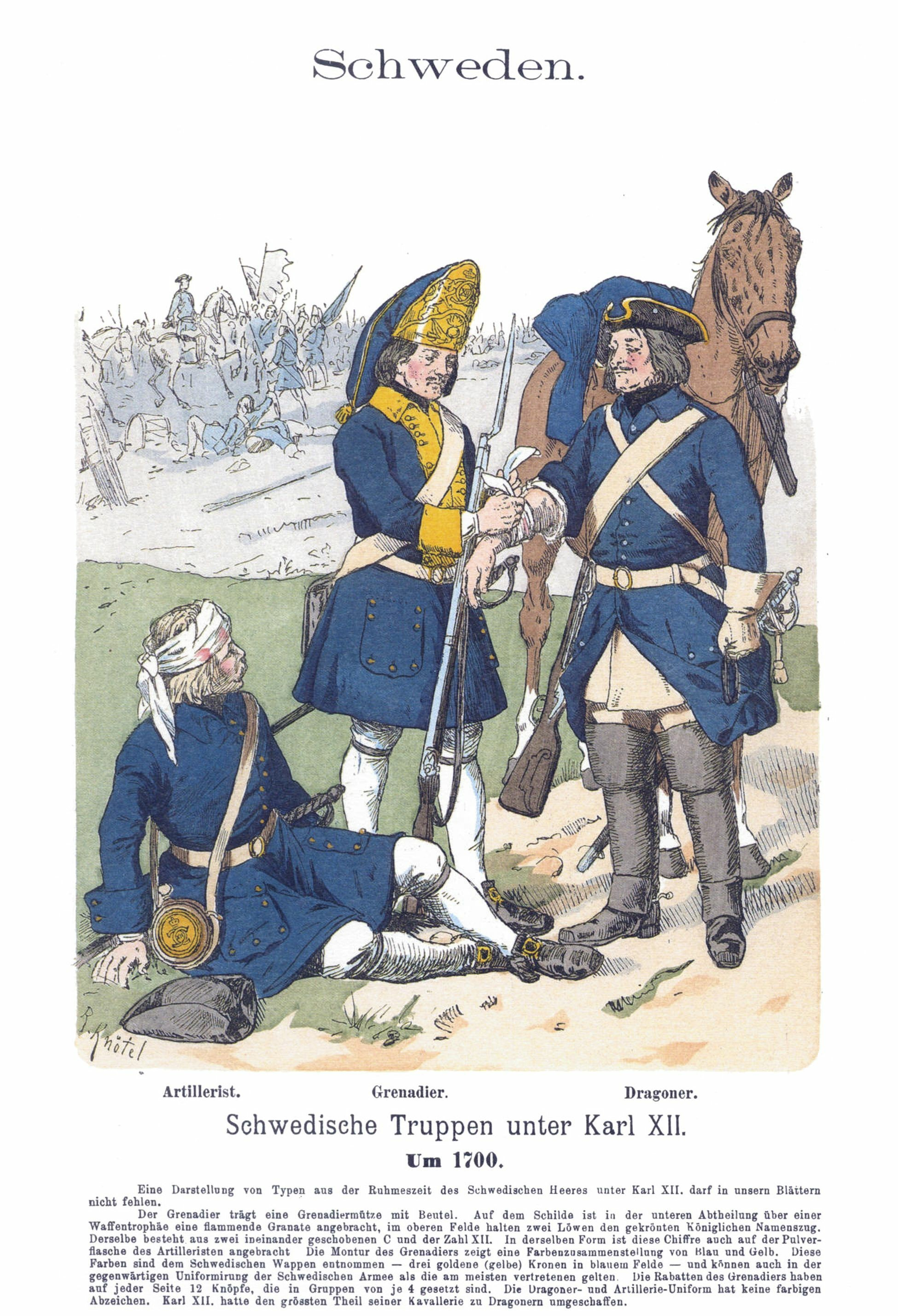
Von links nach rechts: Abbildung eines schwedischen Artilleristen, Grenadiers und Dragoners um 1700
Farblithografie von Richard Knötel, Ende des 19. Jahrhunderts

Das „jüngere Einteilungswerk“ (yngre indelningsverket) genannte System hatte seine Wurzeln bereits in einer Jahrzehnte zuvor begonnenen Entwicklung. Im Schonischen Krieg gegen Dänemark bat die Landschaft Dalarna darum, von den Ausschreibungen befreit zu werden, solange es selbständig 900 Mann unter Waffen hielt und für diese auch Ersatz stellte. Die Truppe wurde nach dem Krieg auf 1.400 Mann gebracht und nicht wieder aufgelöst. Andere Landschaften, wie Jämtland (1675) und Västerbotten (1679), folgten dem Beispiel, und bald wurde auf allen Ebenen des Landes über die gänzliche Abschaffung des Aushebungssystems debattiert, ohne dass diese Vorschläge sich durchsetzten.
Nach dem Schonischen Krieg offenbarte der Nordische Krieg (1674–1679) die Schwäche der schwedischen Militärorganisation und ruinierte den Staatshaushalt gänzlich. Unter der Regierung König Karls XI. wurde das schwedische Militärsystem 1682 schließlich erneut reformiert, um es effektiver zu gestalten und an die neue defensive Außenpolitik anzugleichen. Das Ergebnis dieser Reformbestrebungen war der Kontrakt vom 5. Dezember 1682 (Datum der Ratifizierung), ein Vertrag zwischen den einzelnen Provinzen (landskapen) und der Krone. Jede Provinz verpflichtete sich, ein Regiment von 1.200 Soldaten, die nach Karl XI. als Karoliner bezeichnet wurden, aufzustellen und zu unterhalten. Dies geschah dadurch, dass sich jeweils zwei bis fünf Bauern zu einer rote zusammenschlossen. Diese Bauern unterhielten jeweils einen Soldaten. Der Soldat bekam einen kleinen Hof (torp), ein Schwein pro Jahr und Saatgut. Als Gegenleistung wurde den zu einer rote zusammengeschlossenen Bauern Steuerfreiheit gewährt. Wenn der Soldat zum Dienst gerufen wurde, erhielt er außerdem einen festen Sold.
Der Vorteil des Systems lag auf Seiten der Provinzen in der erheblich größeren Rechtssicherheit bei der Aufbringung des Militärs sowie in dem Schutz vor ständigen Aushebungen. Die Krone brauchte dagegen keine Werbeoffiziere mehr, konnte ihre Streitkräfte kostengünstig unterhalten und die heimische Wirtschaft schonen. Dieses System war so erfolgreich, dass bis zum Ausbruch des Großen Nordischen Krieges die Stärke der Armee auf fast 80.000 Soldaten anstieg.

### Lebensverhältnisse der Offiziere
Offiziere erhielten einen eigenen Hof (boställe) und wurden von einigen Bauern mit einem festgesetzten Geldbetrag und Getreide versorgt. Statt des Getreides konnte der Wert desselben auch in Geld ausgezahlt werden. Übergriffe der Offiziere auf das Eigentum der Bauern waren jedoch strengstens verboten. Den Dienst als Offizier begann ein Soldat im Rang eines Unteroffiziers, dann eines Fähnrichs, bevor er den ersten Offiziersrang erreichte. Diesen Dienst versah er meist im Leibregiment des Königs, bevor er als Offizier zu einem Provinzregiment versetzt wurde. Nach dem Ausscheiden eines Offiziers aus dem Dienst standen pro Regiment mindestens zehn Höfe zur Verfügung, welche für den weiteren Unterhalt sorgten.

### Lebensverhältnisse der Mannschaften
In Friedenszeiten lebten die Soldaten in einer Häuslerstelle. Sie konnten bei den Bauern der sie unterhaltenden rote arbeiten und wurden mit Naturalien (Nahrung) und Geld entlohnt. Die rote kam auch für die Uniform auf, die jedoch als Staatseigentum behandelt wurde, für das der einzelne Soldat haftbar war. Die jährliche Bezahlung lag bei 35 Talern. Zog ein Soldat in den Krieg, war ihm sein restliches Jahresgehalt im Voraus mitzugeben. Für die Familie des Soldaten brauchte die rote nicht aufzukommen. Wenn der Soldat im Krieg war, durfte sie jedoch die Häuslerstelle weiterhin bewohnen und bewirtschaften. Fiel oder desertierte ein Soldat, so musste die rote innerhalb von drei Monaten einen Ersatz stellen.
Prinzipiell sollte ein Soldat so lange wie möglich dienen. Erst wenn die Bauern der rote und der vorgesetzte Offizier einen Soldaten für untauglich befanden, wurde dieser entlassen. Er erhielt nach dem Abschied weiterhin Getreidelieferungen. Ab 1726 wurden diese durch einen geringen Geldbetrag ersetzt. Die Witwe eines Soldaten musste die Häuslerstelle verlassen, erhielt aber den noch ausstehenden Jahreslohn des verstorbenen Soldaten.

### Bewaffnung und Ausbildung
Die Soldaten eines Regiments unterteilten sich in Pikeniere (1/3) und Musketiere (2/3). Die Pike war 5,40 Meter lang. Die Waffen wurden entweder von der rote, dem Kompanieführer oder in der Ortskirche verwahrt und bei Bedarf an die Soldaten ausgegeben.
Die militärische Ausbildung erfolgte wöchentlich: Jeden Sonntag von April bis November exerzierten die 25 Soldaten einer Korporalschaft zwei Stunden lang vor der Kirche. Ursprünglich sollte einmal monatlich für zwei Tage im Kompanierahmen geübt werden, doch tatsächlich waren die Soldaten in diesem Zeitraum oft als wichtige Erntehelfer unabkömmlich, so dass die Übungen nur drei- bis viermal jährlich stattfanden. Einmal jährlich fanden im August die Regimentsmanöver statt, bei denen das scharfe Schießen und das Manövrieren im Regimentsverband geübt wurde. Daran nahmen alle Soldaten mit ihrer kompletten Ausrüstung teil. Offiziere des Leibregiments unterwiesen bei diesen Gelegenheiten auch die Offiziere der einzelnen Regimenter. Wenn der König es verlangte, kam es alle paar Jahre zu einer Generalmusterung. Dabei exerzierte und inspizierte der König die Regimenter persönlich und überzeugte sich von deren Ausbildungsstand.

## Abschaffung
Während des 19. Jahrhunderts wurde das System immer mehr in Frage gestellt, zum einen wegen der hohen Belastung für die Bauern, zum anderen wegen der Fortschritte im Militärwesen. Aber erst im Jahr 1901 wurde das Einteilungswesen aufgehoben und durch eine Wehrpflichtigenarmee ersetzt.